# バラライム
バラライム（Baralyme）とは、水酸化カルシウムと水酸化バリウムの4:1の混合物であり、麻酔器の半閉鎖式呼吸回路で患者から吐き出された二酸化炭素を吸収するためにソーダライムの代替として使用されていたものである。
バラライムは、1941年にAnesthesiology誌に報告された。その頃のソーダライムは消耗が速かったが、バラライムは二酸化炭素との反応による発熱が少なく、有効時間も長かった。しかしながら、ソーダライムが改良され続けた結果、バラライムとソーダライムの性能は大差が無くなり、バラライムはソーダライムの1.2倍重い上に高価となったためにソーダライムほど一般的にはならなかった。バラライムは1943年に米国で特許登録された商品名であったが、着色料によって鮮やかな桃色を呈していたために魅力的とされ、米国では一般名と考えられるほど有名となった。
2003年以降、吸入麻酔薬セボフルランとソーダライムなどの二酸化炭素吸収剤を併用した麻酔回路の火災、爆発事故が報告され、安全上非常に大きな問題となった。このなかで、バラライムは特に火災のリスクが高いことが判明した。政府の規制がなされる前に、セボフルランの製造元、アボット社がバラライムの製造元と交渉し、有償で製造中止となった。